# Rajae Maouane
Rajae Maouane [ʁaʒa mawan], née le 3 juillet 1989 à Uccle, est une femme politique belge ancienne co-présidente d'Ecolo.

## Biographie

### Études
Rajae Maouane naît le 3 juillet 1989 à Uccle dans une famille nombreuse d'origine marocaine de Tanger,, d'un père ouvrier et d'une mère femme au foyer,. Elle poursuit ses études secondaires à Laeken, à l'Institut Maris Stella.
Elle est diplômée d'un bachelier en communication de l'Institut Supérieur de Formation Sociale et de Communication (ISFSC). Durant ses études, elle réalise des stages comme attachée-adjointe de presse et assistante de directeur de projet à la STIB-MIVB, ainsi qu'un stage au sein du journal satirique Pan.

### Parcours politique
De 2013 à 2018, elle travaille dans le domaine de la jeunesse auprès de Sarah Turine, échevine à Molenbeek-Saint-Jean. Elle rappelle ses débuts : « ce n’est pas le vert qui m’a plu chez Écolo, c’est d’abord son rapport à la politique et au social ». En 2016, elle est conseillère pour la Commission du Dialogue Interculturel et affirme : « J’ai pu me rendre compte de l’enjeu de faire se rencontrer les gens, surtout après les attentats de Bruxelles, quand Molenbeek a été très critiquée. ». Elle affirme son engagement pour de la justice sociale en réaction au terrorisme islamiste.
En décembre 2018, elle est élue au conseil communal de Molenbeek-Saint-Jean.
Plusieurs membres du parti à Molenbeek affirment avoir subi des pressions exercées par Rajae Maouane et dénoncent une « dérive autocratique » de cette dernière. Le chef de groupe démissionne, considérant que la conseillère communale allait plus loin que le programme officiel d’Écolo concernant le port du voile islamique dans la fonction publique et à l'école. Pour le Collectif Laïcité Yallah, il s'agirait plutôt d'une « éviction brutale ».
Elle se présente sur la liste écolo pour les élections régionales bruxelloises et est élue le 26 mai 2019 au Parlement bruxellois, elle est ensuite désignée parmi les députés de son groupe au Parlement bruxellois pour siéger au Parlement de la Communauté française. Elle est désignée 4e sur la liste Écolo à la Région bruxelloise elle réalise le 4e score de sa liste avec 4 297 voix de préférence. Pour le journal marocain 2m.ma, elle est choisie car elle correspond à une stratégie de marketing politique pour incarner une jeunesse maghrébine « active » et au « look décontracté », loin de l'image négative des médias occidentaux.
Deux mois plus tard, en août 2019, elle présente sa candidature à la co-présidence d’Écolo avec Jean-Marc Nollet sans l'opposition d'autres candidats. Sarah Turine affirme soutenir sa candidature. Nollet souligne ses atouts électoraux : « Elle a des contacts permanents avec les jeunes. Des milieux populaires, mais pas que ». Lors de l'assemblée générale du parti à Namur, le duo récolte 92 % des suffrages et elle démissionne de ses postes de députée au Parlement bruxellois et à la Communauté française. Sa députée-suppléante Margaux De Ré lui succède.
En octobre 2020, au lendemain de l'hommage national à Samuel Paty en France, elle publie « Bonne journée à tout.e.s, sauf au gouvernement français », en référence à une critique politique[Laquelle ?] de Gérald Darmanin. Ce message fait réagir notamment Georges-Louis Bouchez et Theo Francken, l'accusant d'ambiguïté sur l'islamisme. Cette dernière nie toute ambiguïté alors qu'elle n'y voit pas de lien et qualifie leur propos de « malhonnête et populiste »,.
Rajae Maouane dénonce le racisme anti-maghrébin dont elle est victime et explique « avoir reçu de nombreux messages de haine, racistes et sexistes ».
En octobre 2020, Maouane promeut le plan de circulation Good Move et affirme notamment qu'il existe une différence d’espérance de vie de 8 ans entre les habitants de Saint-Josse et ceux de Woluwe-Saint-Pierre. Le journal Le Soir cite pour sa part une étude montrant une différence de 5,5 ans d'espérance de vie. En 2022, face à l'impopularité du plan et aux tensions qu'il génère, Maouane accuse « certains partis » d'instrumentalisation politique. Deux mois plus tard, elle accuse le PTB et le MR : « Ils ont attisé la colère de la population, c'est extrêmement dangereux d'attiser une colère qui existe ». Pour la chercheuse de l'ULB Emilie Van Haute, cette politique impopulaire aurait entraîné une perte de soutien au parti.
En mai 2021, la Ligue belge contre l'antisémitisme accuse le parti Écolo de promouvoir l'antisémitisme lié au conflit-israélo-palestinien à la suite d'un message de Maouane sur Instagram qui montre un combattant palestinien lançant une pierre avec une fronde accompagné d'une chanson, Wein Al Malayeen, de l'artiste libanaise Julia Boutros dans laquelle la chanteuse encourage le peuple arabe à lutter contre les « fils de Sion ». Maouane déplore une « instrumentalisation politique de l'antisémitisme » tout en affirmant vouloir « rapprocher les deux communautés », recevant le soutien d'associations pro-palestiniennes. En réaction, Olivier Maingain du parti Défi déclare que l’appel à la violence reste inacceptable : « Quelle que soit l’intention, cette prise de position contribue à la montée des tensions qui sont encouragées par des extrémistes religieux dans les deux camps. » tandis que Georges-Louis Bouchez, président du MR, dénonce la notion de communauté utilisé par Maouane : « Ne pas comprendre que dans une démocratie libérale, il n’y a pas de communauté mais des individus libres et égaux en possibilités est une faute. ». Quelques jours plus tard, alors que le siège du MR est victime d'un tag "Free Palestine", Georges-Louis Bouchez déclare « La responsabilité de ceux qui utilisent le conflit à des fins politiciennes est indéniable », ciblant notamment Maouane. Pour certains observateurs, au delà d'un « dérapage » il s'agirait plutôt d'une communication politique qui vise les moins de trente ans à coup de messages polémiques. D'autres l'accusent de communautarisme musulman, notamment Josy Dubié mais encore de faire des « communications populistes, qui ratissent large et qui font du bien à ceux qui ne connaissent rien à la politique ». À la suite de cette affaire, elle rencontre l'ambassadeur d'Israël pour un « beau moment d’échange ». Plusieurs associations, comme l’Association belgo-palestinienne (ABP), l’Union des progressistes juifs de Belgique (UPJB) et De-colonizer ASBL apportent leur soutien à Rajae Maouane face aux attaques dont elle fait l'objet.
Pour Nicolas Baygert, professeur à l’IHECS, à l’ULB, à Sciences-Po Paris et à l’Université de Kent :« Ce qui m’interpelle chez Rajae Maouane, c’est le décalage entre les engagements incarnés par la co-présidente d’Écolo et le champ de l’écologie politique… (...) Plutôt que la chef de file d’une formation politique disposant d’un corpus idéologique cohérent, Rajae Maoune incarnerait assez bien une jeunesse digitalement engagée, rodée à l’expressivité socio-numérique et à la revendication collective.».
Dans le magazine Wilfried, elle s'explique sur ses expressions « borderline » et justifie des actions militantes radicales et non-violente du féminisme radical pour apporter une visibilité. Elle déclare à Écolo j: « Moi je considère mon féminisme comme intersectionnel, je ne suis pas juste une femme, je suis aussi d’origine immigrée, musulmane, d’un quartier populaire …».
En mai 2022, Maouane propose d'améliorer l'accessibilité au logement comme solution à la crise du logement : « Je veux rappeler notre vision de la ville et répondre à la caricature selon laquelle les verts seraient anti-logements. Ce n'est pas conforme à la réalité ». En juin, elle promet une taxe sur le capital pour financer une redistribution auxquels seraient bénéficiaires les 18-25 ans, déclarant au cours d'une interview que « 1 % des Belges les plus riches possèdent 660 milliards d’euros ». Les médias belges précisent que le PIB de la Belgique n'est que de 540 milliards d'euros. Le porte-parole de Rajae Maouane précise que la coprésidente a en fait oublié un mot, voulant dire : « En Belgique, le pourcent des personnes les plus riches possède plus que le montant du PIB. Cette réalité renforce notre proposition. Le propos étant de dire qu’il y a assez de moyens chez le un pourcent le plus riche pour financer notre mesure. »,.
En septembre 2022, la présence d'une interview de Rajae Maouane dans un manuel scolaire des élèves de 2e secondaire fait polémique. Caroline Désir, la ministre francophone de l'Éducation, a demandé l'ouverture d'une enquête administrative vis-à-vis de la loi sur le pacte scolaire, qui interdit toute propagande politique. Le ministre-président de la Fédération Wallonie-Bruxelles Pierre-Yves Jeholet décrit la présence d'une interview politique comme étant « au mieux une maladresse, au pire une faute »,,,. Marc Uyttendaele, professeur de l'ULB et constitutionnaliste se dit « effaré » de sa réaction[Laquelle ?], pour lui : « Le terme propagande n'est pas forcément péjoratif mais il devient extrêmement péjoratif quand il heurte un principe constitutionnel qui est le principe de neutralité. Ce qui est le cas ici. ». Dans le manuel, Maouane interpelle les élèves: « N’hésite pas à nous interpeller sur les réseaux  sociaux puisqu’on est présents maintenant sur Instagram, Twitter, TikTok, Facebook et on est dispo » ainsi que « si ça t’intéresse, contacte-moi et on va prendre un verre ». Elle affirme en outre avoir pour modèle Alexandria Ocasio-Cortez qui « rentre dans le lard de ces vieux mâles blancs qui essaient de dicter la politique » comme Donald Trump,. Luckas Vander Taelen de Groen, y voit pour sa part une stigmatisation. L'éditeur reconnaît que le contenu « contrevient directement aux règles clairement définies en matière de contenus politiques dans les écoles ». Pour Jean Faniel, directeur général du CRISP la responsabilité de publication est celle de l’éditeur mais il affirme toutefois : « Je le dis sans méchanceté, mais on a parfois l’impression que Jean-Marc Nollet est sérieux et que Rajae Maouane va, elle, éventuellement marquer un goal contre son camp. ».[pertinence contestée]
Dans le contexte de la Coupe du monde de football 2022, Maouane qui supporte avant tout la Belgique se réjouit de la victoire de l'équipe marocaine contre le Portugal : « Ce Maroc est en train d’écrire l’histoire. Quelle fierté pour le continent africain. Quelle fierté pour tous les marocains du monde ». En réaction, elle est critiquée pour l'incohérence vis-à-vis du boycott du Qatar, alors même qu'elle l'avait annoncée et avait notamment déclarée : « j'en ferai pas la promotion. Je suis pour un boycott diplomatique ».[pertinence contestée]
Dans ce contexte, elle reçoit des messages racistes et xénophobes sur les réseaux sociaux, pour lesquels elle affirme avoir pris un avocat.

## Mandats politiques
Élue, elle siège comme conseillère communale à Molenbeek-Saint-Jean depuis le 5 décembre 2018. Elle fut brièvement députée au Parlement bruxellois  et à la communauté française avant de devenir co-présidente d'Ecolo.
Après la défaite d'Ecolo aux élections législatives fédérales belges de 2024, Rajae Maouane démissionne de son poste de co-présidente d'Ecolo. Elle est néanmoins élue députée à la Chambre des représentants.